# Изабелла Австрийская (1887—1973)
Изабелла Мария Терезия Кристина Евгения Австрийская (17 ноября 1888, Пресбург — 6 декабря 1973, Ла-Тур-де-Пейльц) — австрийская эрцгерцогиня, дочь герцога Тешенского Фридриха Австрийского и Изабеллы фон Круа.
Изабелла стала известна своим кратким браком с принцем Георгом Баварским. Их расставание и последующее аннулирование брака широко освещались в прессе. Благодаря этому и дальнейшей работе медсестрой в австрийской армии Изабелла стала считаться романтичной фигурой; одна из газет назвала её «самой романтичной героиней текущей войны в Австрии».

## Биография

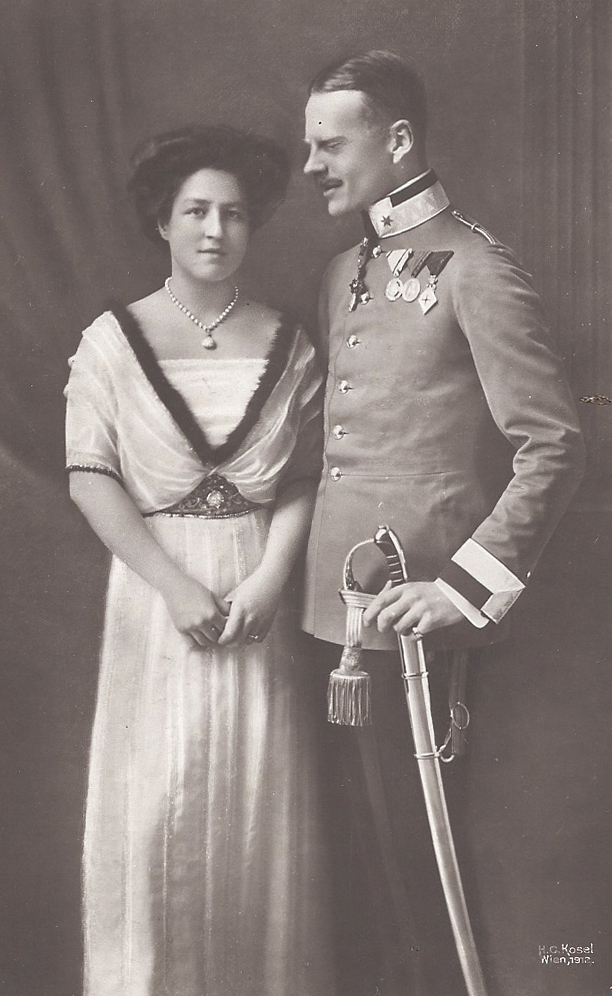
Изабелла Австрийская с супругом, принцем Георгом Баварским

### Свадьба
10 февраля 1912 года Изабелла вышла замуж за своего дальнего родственника, принца Георга Баварского. Он был старшим сыном баварского принца Леопольда и его жены, австрийской герцогини Гизелы. Свадьба состоялась во дворце Шёнбрунн в Вене; на ней присутствовали многие важные политические деятели, в том числе император Австрии Франц Иосиф I, дед принца Георга по материнской линии. Перед свадьбой Изабелла отказалась от прав наследования на престолы Австрии и Венгрии, что было требованием ко всем эрцгерцогиням при вступлении в брак, независимо от положения жениха. Она торжественно произнесла свой отказ от прав перед всем венским двором.
Считается, что Изабелла сомневалась насчёт предстоящего ещё до свадебной церемонии, но всё равно была вынуждена выйти замуж. Вечером перед свадьбой необъяснимым образом начался пожар, который был потушен до того, как здание сгорело; тем не менее, огонь уничтожил её свадебное платье и большое приданое. Изабелла использовала пожар как предлог отложить свадьбу, что может указывать на то, что именно она устроила пожар. Говорилось, что «невеста, мятежная и плачущая, каждым действием показывала, как она ненавидит своего жениха».

### Расставание
Супруги провели медовый месяц в Уэльсе, Париже и Алжире, однако расстались ещё до того, как вернулась в Баварию. Сообщается, что во время медового месяца они постоянно ссорились. По возвращении пара поселилась в Мюнхене, где Изабелла впервые познакомилась с баварской придворной жизнью. Они пробыли там три дня, прежде чем Изабелла уехала из города в свой венский дом к матери и отказалась возвращаться. Члены семьи пытались их примирить, и казалось, что есть надежда на скорое разрешение конфликта. Когда это не удалось, отец Георга, принц Леопольд, специально отправился в Вену, чтобы убедить Изабеллу вернуться. Все усилия родственников потерпели неудачу. Они были очень разными, и, как сообщается, Изабелла чувствовала, что члены баварского королевского двора плохо к ней относились. Официально причиной расставания была названа «несовместимость по причине фундаментальных различий характера». 11 октября 1912 года лорд-камергер принца-регента Баварии Луитпольда, сделал официальное заявление о расставании супругов, отметив что принц-регент против аннулирования брака, но даёт разрешение на развод.
17 января 1913 года Верховный королевский суд Баварии расторг брак супругов. Несмотря на предыдущее заявление лорда-камергера, Святой Престол аннулировал брак на основании того, что он не был консуммирован 5 марта того же года. Позднее Георг был рукоположен в сан католического священника.

### Последующая жизнь
После аннулирования брака к Изабелле вернулись права на наследование Габсбургского и Венгерского престолов, от которых она ранее отказалась. Как и предыдущие эрцгерцогини, которые овдовели или развелись со своими мужьями, предполагалось, что Изабелла уйдёт в монастырь, однако она выбрала другой путь.
Незадолго до Первой мировой войны, обнаружилась нехватка квалифицированных медсестёр для работы в военных госпиталях. Соответственно, Красный Крест открыл несколько школ в Австро-Венгрии, чтобы подготовить больше медсестёр. В 1913 году Изабелла прошла обучение в одной из крупнейших венских больниц для бедных, а затем планировала присоединиться к Красному Кресту. Она стала медсестрой в австрийской армии под именем сестра Ирмгарда (иногда называемая Хильдегарда), леча раненых солдат. Она набрала свой собственный медицинский персонал и пожертвовала бо́льшую часть своего состояния на покупку медикаментов.
Согласно газете Berliner Lokal-Anzeiger, в 1915 году Изабелла обручилась с венским хирургом Полом Альбрехтом (1873—1928), однако император Франц Иосиф I запретил этот брак. Она больше не вышла замуж и умерла в Ла-Тур-де-Пейльц в Швейцарии 6 декабря 1973 года.